# Přeurčená soustava rovnic
Soustava lineárních rovnic, která obsahuje méně neznámých než rovnic, se v lineární algebře nazývá přeurčená. (Na rozdíl od nedourčené soustavy, která má méně rovnic než neznámých.) 
Matice {\displaystyle {\boldsymbol {A}}} přeurčené soustavy lineárních rovnic {\displaystyle {\boldsymbol {Ax}}={\boldsymbol {b}}} má více řádků než sloupců. 
Návod pro přibližné řešení reálných a komplexních přeurčených soustav podává např. metoda nejmenších čtverců.

## Terminologie
Terminologii lze vysvětlit pomocí počítání omezujících podmínek. Každou neznámou lze považovat za stupeň volnosti. Každou rovnici soustavy lze považovat za omezení, které omezuje jeden stupeň volnosti. Hraniční případ mezi přeurčenou a nedourčenou soustavou nastává, když se počet rovnic shoduje s počtem neznámých. Pro každou neznámou, která dává stupeň volnosti, existuje odpovídající omezení, které jeden stupeň volnosti odstraňuje. Přeurčený případ nastává, je-li soustava příliš omezená, čili když počet rovnic převyšuje počet neznámých. 

## Řešení přeurčených soustav
Přeurčená soustava je obvykle nekonzistentní, čili nemá žádné řešení, zejména, jsou-li její koeficienty vybrány náhodně nebo jsou-li dány např. měřením nějakých veličin. 
Přeurčená soustava může mít jednoznačné nebo i více řešení (v reálném a komplexním případě i nekonečně mnoho), například pokud se některá rovnice vyskytuje v soustavě několikrát nebo pokud jsou některé rovnice lineárními kombinacemi ostatních.
Vznikla-li přeurčená soustava z jiné soustavy přidáním další rovnice, pak tato nově vzniklá soustava má nejvýše tolik řešení, kolik jich měla původní soustava.

Soustava tří lineárních rovnic o dvou neznámých nemá žádné řešení, ačkoli každé dvě řešení mají.

Ukázkou nekonzistentní přeurčené soustavy je:
{\displaystyle {\begin{array}{rcrcl}2x&+&y&=&7\\-x&+&y&=&1\\x&+&2y&=&5\\\end{array}}}
Každá rovnice odpovídá přímce, a přestože se každá dvojice přímek protíná, neboli každý pár rovnic má řešení, soustava všech tří rovnic řešení nemá.

Soustava tří lineárních rovnic o dvou neznámých s jednoznačným řešením.

Na druhou stranu, následující soustava 
{\displaystyle {\begin{array}{rcrcl}2x&+&y&=&7\\-x&+&y&=&1\\x&+&2y&=&8\\\end{array}}}
je konzistentní a má jednoznačné řešení {\displaystyle (x,y)=(2,3)}.
Přesněji řečeno, podle Frobeniovy věty je každá soustava lineárních rovnic (přeurčená i jiná) nekonzistentní, právě když je hodnost rozšířené matice soustavy větší než hodnost matice soustavy. Pokud se naopak hodnosti těchto dvou matic shodují, má soustava alespoň jedno řešení. Obecné řešení má {\displaystyle k} volných parametrů, kde {\displaystyle k} je rozdíl mezi počtem proměnných a hodností.
Pro rozhodnutí, zda má přeurčená soustava řešení, a pokud nějaká má, vyjádřit všechna řešení jako lineární funkce {\displaystyle k} proměnných, je možné využít např. Gaussovu eliminaci nebo Mooreovu–Penroseovu pseudoinverzní matici {\displaystyle {\boldsymbol {A}}^{+}}. Přibližné řešení reálných a komplexních nekonzistentních soustav lze získat např. metodou nejmenších čtverců nebo prostřednictvím singulárního rozkladu.

### Homogenní soustavy
Homogenní soustava lineárních rovnic je ve tvaru {\displaystyle {\boldsymbol {Ax}}={\boldsymbol {0}}} a tato má vždy triviální řešení {\displaystyle {\boldsymbol {x}}={\boldsymbol {0}}}. Přeurčená homogenní soustava lineárních rovnic má vždy alespoň jedno řešení (triviální) a množina všech řešení tvoří vektorový prostor, jehož dimenze je rovna rozdílu počtu neznámých a hodnosti matice soustavy.

## Zobecnění
Uvedený koncept lze také aplikovat na obecnější soustavy rovnic, jako jsou soustavy polynomických rovnic nebo parciální diferenciální rovnice. U soustav polynomických rovnic se může stát, že přeurčená soustava má řešení, ale že žádná rovnice není důsledkem ostatních a že při odstranění jakékoli rovnice má nová soustava řešení více. Například soustava: 
{\displaystyle {\begin{array}{rcl}(x-1)(x-2)&=&0\\(x-1)(x-3)&=&0\end{array}}}
má jediné řešení {\displaystyle x=1}, ale každá rovnice má sama o sobě dvě řešení.

## Aplikace
Dodatečné, případně protichůdné informace mohou sloužit různým účelům:
- K řízení systému, například při kombinaci několika operací nebo při použití různých metod zpracování,
- ke zvýšení přesnosti, protože každé další pozorování může snížit vliv malých, nevyhnutelných odchylek měření,
- pro vyjádření jistoty a spolehlivosti systému.

Dodatečné rovnice nebo měření často vedou k rozporům v systému, ale ty lze často vhodně ošetřit.

### Geodézie, satelitní systémy
V geodézii se „přeurčením“ rozumí přítomnost nebo měření dalších, zejména geometrických veličin, jako jsou směry nebo vzdálenosti, které přesahují nezbytné určující podmínky modelu. Nejjednodušším příkladem je měření třetího úhlu v trojúhelníku, který by se měl sečíst se dvěma zbývajícími na 180°. Složitějšími případy jsou geometrická tělesa nebo geodetické sítě, kde existují nadbytečná měření nebo údaje. Současným každodenním příkladem jsou navigační systémy: se třemi přijímanými navigačními družicemi lze přímo vypočítat zeměpisnou délku a šířku, se čtyřmi družicemi navíc i nadmořskou výšku, ale s ještě větším počtem družic je systém přeurčený.

### Statika
Ve statice jsou odpovídající pojmy nazývány přeurčitost a neurčitost, viz statická determinovanost.